# Jeremy Brett
Jeremy Brett (Warwickshire; 3 de noviembre de 1933 - Londres; 12 de septiembre de 1995) fue un actor británico de formación clásica de teatro, internacionalmente conocido por su interpretación en televisión de Sherlock Holmes, el detective creado por Arthur Conan Doyle.

## Comienzos
Jeremy Brett nació en Berkswell Grange, Warwickshire,  Inglaterra, su padre era un oficial veterano de la Primera Guerra Mundial, su madre era irlandesa. Después de graduarse en Eton en 1951 estudió durante tres años en la renombrada Central School of Speech and Drama en Londres. De 1954 a 1955 dio sus primeros pasos profesionales en la compañía del Library Theatre, con sede en los bajos de la Biblioteca de Mánchester. Allí se inició en el repertorio clásico y en la praxis teatral interpretando entre otros papeles los de Casio en Otelo, junto con Robert Stephens, Marco Antonio en Julio César y Duque de Aumerle en Ricardo II (todas de Shakespeare). Dejó el Library Theatre para participar en el rodaje de la superproducción italo-americana de Guerra y paz, dirigida por King Vidor. En lo que era su debut cinematográfico, Brett interpretaba el papel secundario de Nikolai Rostov junto a estrellas como Audrey Hepburn, Mel Ferrer o Henry Fonda. En 1956 debutó en Londres con la compañía del Old Vic Theatre, la llamada "casa de Shakespeare en Londres", en cuyo escenario apareció en los papeles de Troilo en Troilo y Cressida, Malcolm en Macbeth, Paris en Romeo y Julieta y Duque de Aumerle en Ricardo II (todas de Shakespeare). A finales de ese año viajó con la compañía del Old Vic a Nueva York, donde presentaron las obras citadas en el Winter Garden. En 1957 Brett dejó el Old Vic y emprendió por libre una serie de trabajos en el West End londinense.
En esta nueva fase de su carrera, Brett se impuso como "galán joven" en obras como Variation on a Theme de Terence Rattigan en el Globe Theatre (1958) o The Edwardians según la novela de Vita Sackville-West, en el Saville Theatre (1959). Al interpretar el papel principal en Hamlet (Shakespeare) en el Strand Theatre, en 1959-60, demostró que los grandes papeles clásicos estaban a su alcance. Sus siguientes apariciones en el Royal Court Theatre londinense en dos producciones históricas de la English Stage Company de 1961 --The Changeling (Los lunáticos) de William Rowley y The Kitchen (La cocina) de Arnold Wesker--evidencian que también estaba al tanto de los movimientos de vanguardia.

## Primeros éxitos
Su espaldarazo de primer actor lo recibió en 1964 con el estreno en el Brooks Atkinsons Theater de Nueva York de The Deputy (El vicario) del autor alemán Rolf Hochhut, un drama muy controvertido en su día que criticaba la actuación del Papa Pio XII durante la Segunda Guerra Mundial. Brett interpretaba al Padre Fontana frente al Pío XII de Emlyn Williams. De vuelta a Inglaterra asumió el papel de Balaiev en el montaje de Un mes en el campo de Turgueniev, protagonizado por Michael Redgrave e Ingrid Bergman en el Yvonne Arnaud Theatre de Guildford y luego en el Cambridge Theatre de Londres. La crítica fue desfavorable pero salvó la interpretación de Brett. El año siguiente estuvo ocupado con el rodaje de una serie televisiva sobre Los tres mosqueteros (según Dumas) en la que interpretó a D´Artagnan.

## En el National Theatre
En 1967 se unió a la compañía del National Theatre, creada por Laurence Olivier en 1963 y con sede en el Old Vic Theatre londinense. En ese primer año empezó como sustituto en Mucho ruido y pocas nueces (Shakespeare) dirigido por Franco Zeffirelli, participó ya con un papel principal en el sensacional montaje de Como gusteis (Shakespeare) con elenco exclusivamente masculino, dirigido por Clifford Williams, e intervino con el pequeño papel de Valère en Tartufo (Molière) junto a John Gielgud bajo la dirección del veterano Tyrone Guthrie. En 1968 fue Kent en Eduardo II (Marlowe/Brecht) en un montaje de Frank Dunlop masacrado por la crítica. Emparejado con Joan Plowright, una de las estrellas de la compañía, en Obras de amor perdidas (Shakespeare) y dirigido por Olivier, Brett se afirmó en el National. Participó en la temporada experimental del NT en el Jeanetta Cochrane Theatre, de 1969, en Macrune's Guevara (John Spurling), interpretando el papel del Che Guevara y en 1970 fue Bassanio junto a Olivier (en Shylock) y Plowright (en Porcia) en el montaje de El mercader de Venecia (Shakespeare) dirigido por Jonathan Miller. En 1971 el director sueco Ingmar Bergman puso en escena para la compañía Hedda Gabler (Ibsen), un drama intimista protagonizado por Maggie Smith en Hedda, Robert Stephens en Lovborg y Brett en Tesman. Tras esta colaboración Brett abandonó el National Theatre por voluntad propia en busca de nuevos retos.

## Los años setenta
En el verano de 1971 Brett reapareció en el West End en A Voyage round my father del autor novel John Mortimer, con Alec Guinness en el papel principal de un padre ciego y dominante. El crítico Michael Billington lamentó que la interpretación de Brett como el hijo leal pero débil no hubiese sido valorada suficientemente por la crítica. Poco después el actor se unía al director Robin Phillips para poner en marcha una cooperativa de actores que con el nombre de The Company se instaló en el Greenwich Theatre londinense. Allí estrenaron entre otras obras Rosmersholm (Ibsen) en mayo de 1973 con Jeremy Brett y Joan Plowright en la pareja central. Sin embargo The Company no prosperó y en noviembre Brett se presentó en el Phoenix Theatre de Londres con un montaje de Design for Living, la famosa comedia de Noël Coward para tres actores, con Vanessa Redgrave y John Stride de coprotagonistas y dirección de Michael Blakemore. El éxito fue considerable y reveló el talento del actor para la comedia ligera. Al mismo tiempo interpretó el papel del escritor Middleton Murray junto a Vanessa Redgrave en la serie televisiva A Picture of Katherine Mansfield sobre la vida de esta escritora. Siguiendo la invitación de Robin Phillips, a la sazón director del Festival de Teatro de Stratford (Ontario, Canadá), actuó allí en la primavera de 1976 en dos montajes clásicos: en el papel de Mirabell en The Way of the World (Congrave) y como Oberon en El sueño de una noche de verano (Shakespeare). Comenzaba así una actividad trepidante a uno y otro lado del Atlántico, muy característica de la década y que implicó a numerosos actores ingleses.
Brett adquirió una casa en las laderas de Hollywood y protagonizó en 1978 Drácula (según la novela de Bram Stoker) en el Ahmanson Theater de Los Ángeles (1978), espectáculo que viajó a San Francisco y Chicago con mucho éxito de público. A esta gira siguió inmediatamente el rodaje en Inglaterra de la serie televisiva Rebecca (BBC, 1979) según la novela de Daphne du Maurier. En ella Brett interpretaba el papel del misterioso Maxim de Winter que Laurence Olivier había creado en la homónima película de Alfred Hitchcock de 1940. Según algún crítico Brett superaba a Olivier en todos los aspectos. Durante esa estancia Brett posiblemente vio en el Haymarket Theatre londinense The Crucifer of Blood (Paul Giovanni) una dramatización libre de la novela de Arthur Conan Doyle The Sign of the Four (El signo de los cuatro), que estaba obteniendo un notable éxito. Lo cierto es que de vuelta a Los Ángeles en 1980 apareció en esa misma obra en el Ahmanson Theater en el papel del Dr. Watson junto a Charlton Heston en el papel de Sherlock Holmes.

## Los años ochenta y Sherlock Holmes
Directamente de este espectáculo Brett saltó al rodaje de la serie The Good Soldier (según la novela de Ford Madox Ford) para la televisión inglesa, emitida en 1981. La crítica fue excelente. Frank Kermode, en la London Review of Books, del 21 de mayo de 1981, definió el trabajo de Brett como a fine performance, una matizada actuación. Por estas fechas se le ofreció al actor el proyecto de una serie para televisión de todas las aventuras de Sherlock Holmes, el famoso detective de Arthur Conan Doyle. Se trataba de una empresa de gran envergadura que exigía del actor un compromiso total y a largo plazo, y que no estaba exenta de riesgos, ya que un personaje del calibre de Sherlock Holmes podía marcar definitivamente a su intérprete y hacer imposible su trabajo posterior. A pesar de estas dudas Brett que acababa de cumplir 49 años se embarcó de lleno en el proyecto dirigido por el productor Michael Cox y el veterano realizador y guionista John Hawkesworth. Todos ellos estaban de acuerdo en que la serie se atendría al pie de la letra a los textos originales de Conan Doyle, aceptando únicamente mínimos cambios exigidos por el traslado de un medio, el literario, a otro, el cinematográfico. El rodaje de la serie titulada The Adventures of Sherlock Holmes (Las aventuras de Sherlock Holmes) comenzó en 1983, en los estudios de televisión de Mánchester, y los primeros episodios se empezaron a emitir en 1984 con gran éxito. En esta primera tanda de 13 capítulos, entre los que se encuentran pequeñas joyas como Escándalo en Bohemia, El rubí azul o El constructor de Norwich, Holmes/Brett estaba acompañado por el Dr. Watson de David Burke.
Antes de iniciar el rodaje de la segunda serie de episodios titulada The Return of Sherlock Holmes (El retorno de Sherlock Holmes) Brett se trasladó de nuevo a Estados Unidos para estar al lado de su mujer Joan Wilson, enferma terminal de cáncer, hasta su muerte en el verano de 1985. En esos meses actuó en el Broadway neoyorquino como recitador en el ballet Song de Martha Graham y en la comedia de los años 20 de Fredrick Lonsdale Aren´t We All? junto a Rex Harrison y Claudette Colbert. De vuelta a Inglaterra comenzó en septiembre de 1985, de nuevo en los estudios de Mánchester, el rodaje de The Return of Sherlock Holmes. El Dr. Watson era ahora Edward Hardwicke, un actor de carácter, con años de experiencia en el National Theatre. Entre los nuevos episodios destacan El ritual de los Musgrave, La segunda mancha o Los seis Napoleones. Hacia finales de 1986, tras un trabajo intensivo y sin pausa, Brett cayó en una depresión y el rodaje tuvo que ser interrumpido. Sin embargo tras el restablecimiento del actor se reanudó poco después con El signo de los cuatro, un largometraje (emitido en 1987) que se salía del formato habitual de la serie, como también El perro de los Baskerville que le siguió. 
Terminados los episodios que aún faltaban, Brett se tomó en 1988 unas vacaciones de la serie que utilizó para volver al teatro con The Secret of Sherlock Holmes, escrita especialmente para él por Jeremy Paul, uno de los guionistas de la serie. La obra se mantuvo durante meses en el Wyndham´s Theatre londinense y luego fue de gira por múltiples ciudades de Inglaterra. En los dos siguientes bloques de la serie televisiva titulados The Casebook of Sherlock Holmes (Los casos de Sherlock Holmes), y The Memories of Sherlock Holmes (Las memorias de Sherlock Holmes), rodados entre 1989 y 1994, Brett era consciente de que ya no cumplía físicamente con las exigencias de su personaje, pero con gran profesionalidad supo dar un giro a su caracterización de Holmes. En los últimos episodios, como El círculo rojo, El detective moribundo o La caja de cartón, Holmes aparece como un hombre escéptico, de dimensiones trágicas, casi shakespearianas.

Jeremy Brett murió el 12 de septiembre de 1995 en su casa de Londres de un fallo cardiaco.